# Serghei Mureico
Serghei Jurevich Mureico (Chișinău, 2 luglio 1970) è un ex lottatore moldavo naturalizzato bulgaro, specializzato nella lotta greco-romana.

## Palmarès

### Olimpiadi
- 1 medaglia:
  - 1 bronzo (Atlanta 1996 nei -130 kg[1])

### Mondiali
- 3 medaglie:
  - 2 argenti (Toronto 1993 nei -130 kg[1]; Ankara 1995 nei -130 kg[1])
  - 1 bronzo (Atlanta 1999 nei -130 kg[2])

### Europei
- 8 medaglie:
  - 1 oro (Kouvola 1997 nei -130 kg[2])
  - 1 argento (Mosca 2000 nei -130 kg[2])
  - 6 bronzi (Istanbul 1993 nei -130 kg[1]; Besançon 1995 nei -130 kg[1]; Budapest 1996 nei -130 kg[1]; Minsk 1998 nei -130 kg[2]; Istanbul 2001 nei -130 kg[2]; Ankara 2004 nei -130 kg[2])